# Pezotettix cotti
Pezotettix cotti är en insektsart som beskrevs av Vitaly Michailovitsh Dirsh 1949. Pezotettix cotti ingår i släktet Pezotettix och familjen gräshoppor. Inga underarter finns listade i Catalogue of Life.